# Mambalan
Mambalan is een bestuurslaag in het regentschap West-Lombok van de provincie West-Nusa Tenggara, Indonesië. Mambalan telt 6579 inwoners (volkstelling 2010).